# Radioactive (Marina and the Diamonds)
Radioactive è un singolo di Marina and the Diamonds pubblicato il 23 settembre 2011 dall'etichetta discografica 679 Recording, estratto dall'album Electra Heart.

## La canzone
Del brano Radioactive ne viene prima pubblicato un primo singolo, in seguito viene ripubblicato come singolo promozionale dato lo scarso successo.
La cantante afferma di aver scritto questa canzone a New York, durante una giornata estiva afosa. Radioactive descrive l'euforia e la gioia della cantante nel vivere le notti fresche d'estate a New York, tra le mille luci colorate. La scrittura di questa canzone segna per la cantante un grande cambiamento nel modo di pensare e di scrivere le canzoni.

## Video musicale
Il video è stato diretto da Caspar Balslev ed è stato girato in diverse località, fra le quali Los Angeles e un deserto.
Nel video possiamo vedere Electra (la protagonista, ossia Marina in persona) con una possente parrucca bionda, che prepara le valigie in modo molto affrettato e si trasferisce in un'altra casa, distruggendo la precedente con una motosega e una mazza da golf. Successivamente lei e un uomo (il compagno) entrano in un supermercato, con delle maschere che rappresentano degli animali, e vengono guardati con sospetto dalla cassiera. Da questo momento in poi vediamo la cantante scatenarsi sia positivamente che negativamente. La vediamo allegra nel deserto, mentre colpisce una pallina da golf con una mazza e balla su una strada retta che divide l'immensa distesa di sabbia, arrabbiata mentre scaglia addosso l'uomo degli oggetti nella piscina, e immersa nei suoi pensieri mentre guarda la televisione.

## Accoglienza
Nella maggior parte dei casi, la canzone e il video hanno ricevuti critiche positive. Robert Copsey di Digital Spy ha dato al brano quattro stelle su cinque per via del testo. Il sito PopJustice ha dato una buona critica, affermando che è una canzone orecchiabile,"la canzone del giorno",che può entrare facilmente in classifica. Un critico del Daily Star ha apprezzato molto il singolo, affermando che non vede l'ora che esca il nuovo album.

## Tracce
1. Radioactive – 3:46
2. Radioactive (Tom Staar Remix) – 5:20
3. Radioactive (Chuckie Big House Mix) – 6:00
4. Radioactive (How to Dress Well Remix) – 5:12
5. Radioactive (Captain Cuts Remix) – 4:06
6. Radioactive (Acoustic) – 3:30
7. Radioactive (Extended Edit) – 4:43

## Classifiche
| Classifica (2010) | Posizione massima |
| ----------------- | ----------------- |
| Irlanda           | 37                |
| Regno Unito       | 25                |